# Dendropemon
Dendropemon es un género de arbustos con 49 especies pertenecientes a la familia Loranthaceae. Es originario de la región del Caribe. 

## Taxonomía
El género fue descrito por (Carl Ludwig Blume) Ludwig Reichenbach  y publicado en Der Deutsche Botaniker Herbarienbuch 73 en el año 1841. (Jul 1841)

## Especies
- Dendropemon acutifolius
- Dendropemon alatus
- Dendropemon angustifolius
- Dendropemon bahamensis
- Dendropemon barahonensis
- Dendropemon bicolor
- Dendropemon bistriatus
- Dendropemon brachycarpus
- Dendropemon brevipes
- Dendropemon caribaeus
- Dendropemon caymanensis
- Dendropemon claraensis
- Dendropemon coloratus
- Dendropemon confertiflorus
- Dendropemon constantiae
- Dendropemon dimorphus
- Dendropemon elegans
- Dendropemon emarginatus
- Dendropemon fuscus
- Dendropemon gonavensis
- Dendropemon haitiensis
- Dendropemon harrisii
- Dendropemon hincheanus
- Dendropemon laxiflorus
- Dendropemon lepidotus
- Dendropemon linearis
- Dendropemon longipes
- Dendropemon loranthoideus
- Dendropemon oblanceolatus
- Dendropemon oliganthus
- Dendropemon parvifolius
- Dendropemon pauciflorus
- Dendropemon picardae
- Dendropemon polycarpus
- Dendropemon psilobotrys
- Dendropemon purpureus
- Dendropemon pycnophyllus
- Dendropemon rigidus
- Dendropemon robustus
- Dendropemon rostratus
- Dendropemon sessiliflorus
- Dendropemon silvae
- Dendropemon sintenisii
- Dendropemon spathulatus
- Dendropemon subsessilis
- Dendropemon uniflorus